# دیوید ای آر وایت
دیوید ای آر وایت (انگلیسی: David A. R. White؛ زادهٔ ۱۲ مهٔ ۱۹۷۰) یک هنرپیشه، نویسنده، و تهیه‌کننده اهل ایالات متحده آمریکا است.